# Silverstone International 1950
Das Silverstone International 1950, auch International Daily Express Trophy Meeting, war ein Sportwagenrennen, das am 26. August dieses Jahres am Silverstone Circuit stattfand. Das Rennen zählte zu keiner Rennserie.

## Das Rennen
Am 26. August fanden in Silverstone zwei internationale Sportwagenrennen statt. Am Vormittag bestritten Fahrzeuge die mehr als 2-Liter-Hubraum hatten ein Rennen. Peter Walker siegte vor seinem Markenkollegen Tony Rolt. Beide fuhren jeweils einen Jaguar XK 120. Dritter wurde Duncan Hamilton, der einen Healey Silverstone einsetzte.
Am Nachmittag ging Sportwagen bis 2-Liter-Hubraum ins Rennen. Hier siegte Ferrari-Werksfahrer Alberto Ascari vor seinem Teamkollegen Dorino Serafini.

## Ergebnisse

### Schlussklassement
| 1           | S 2.0 | 18 | Scuderia Ferrari   | Alberto Ascari  | Ferrari 166MM            |  |
| 2           | S 2.0 | 37 | Scuderia Ferrari   | Dorino Serafini | Ferrari 166MM            |  |
| 3           | S 2.0 | 33 | Jack Newton        | Jack Newton     | Frazer Nash High Speed   |  |
| 4           | S 2.0 | 30 | Tony Crook         | Tony Crook      | Frazer Nash Le Mans      |  |
| 5           | S 2.0 | 32 | Norman Culpan      | Norman Culpan   | Frazer Nash Le Mans      |  |
| 6           | S 2.0 | 35 | T.A.S.O. Mathieson | Dickie Stoop    | Frazer Nash Mille Miglia |  |
| 7           | S 1.5 | 11 | Mrs. Mitchell      | Gerry Ruddock   | HRG 1500                 |  |
| 8           | S 1.5 | 19 | J. Thornley        | Dick Jacobs     | MG TD II                 |  |
| 9           | S 1.5 | 18 | J. Thornley        | Ted Lund        | MG TD II                 |  |
| 10          | S 1.5 | 10 | J. Thornley        | George Phillips | MG TD II                 |  |
| 11          | S 1.5 | 24 | Jowett Cars Ltd.   | Horace Grimley  | Jowett Jupiter           |  |
| 12          | S 1.5 | 10 | H. Clapp           | Peter Clark     | HRG 1500                 |  |
| 13          | S 1.1 | 1  | Jeff Sparrowe      | Jeff Sparrowe   | Morgan 4/4               |  |
| 14          | S 1.1 | 2  | David Price        | David Price     | HRG 1100                 |  |
| Ausgefallen |       |    |                    |                 |                          |  |
| 15          | S 1.5 | 12 | Tom Christie       | Tom Christie    | HRG 1500                 |  |
| 16          | S 1.5 | 14 | John Gott          | John Gott       | HRG 1500                 |  |
| 17          | S 1.5 | 15 | Jack Richmond      | Jack Richmond   | HRG 1500                 |  |
| 18          | S 1.5 | 16 | Bill Shepherd      | Bill Shepherd   | HRG 1500                 |  |
| 19          |       | 17 | John Buncombe      | John Buncombe   | HRG                      |  |
| 20          | S 1.5 | 21 | Harry Lester       | Harry Lester    | MG TC                    |  |
| 21          | S 1.5 | 22 | H. Newenham        | H. Newenham     | MG TD                    |  |
| 22          |       | 23 | C. J. Turner       | C. J. Turner    | Jowett Javelin           |  |
| 23          | S 2.0 | 31 | Bob Gerard         | Bob Gerard      | Frazer Nash Le Mans      |  |
| 24          | S 2.0 | 34 | Anthony Baring     | Anthony Baring  | Frazer Nash              |  |
| 25          | S 2.0 | 36 |                    | Gil Tyrer       | BMW 328                  |  |

### Nur in der Meldeliste
Zu diesem Rennen sind keine weiteren Meldungen bekannt.

### Klassensieger
| Klasse | Fahrer         | Fahrzeug      | Platzierung im Gesamtklassement |
| ------ | -------------- | ------------- | ------------------------------- |
| S 2.0  | Alberto Ascari | Ferrari 166MM | Gesamtsieg                      |
| S 1.1  | Gerry Ruddock  | HRG 1500      | Rang 7                          |
| S 1.5  | Jeff Sparrowe  | Morgan 4/4    | Rang 13                         |

### Renndaten
- Gemeldet: 25
- Gestartet: 25
- Gewertet: 14
- Rennklassen: 3
- Zuschauer: unbekannt
- Wetter am Renntag: unbekannt
- Streckenlänge: 4,649 km
- Fahrzeit des Siegerteams: 1:00:00.000 Stunden
- Gesamtrunden des Siegerteams: unbekannt
- Gesamtdistanz des Siegerteams: unbekannt
- Siegerschnitt: 134,734 km/h
- Pole Position: Alberto Ascari - Ferrari 166MM (#38)
- Schnellste Rennrunde: unbekannt
- Rennserie: zählte zu keiner Rennserie